# Carandana
Carandana là một chi bướm đêm thuộc họ Noctuidae.